# Anagallis serpens
Anagallis serpens är en viveväxtart. Anagallis serpens ingår i släktet Anagallis och familjen viveväxter.

## Underarter
Arten delas in i följande underarter:
- A. s. meyeri-johannis
- A. s. serpens